# کاخ کوروش
کاخ کوروش مربوط به دوره هخامنشی است و در برازجان، ورودی شهر واقع شده و این اثر در تاریخ ۱۰ مهر ۱۳۸۰ با شمارهٔ ثبت ۴۰۴۱ به‌عنوان یکی از آثار ملی ایران به ثبت رسیده است.

## مشخصات
این کاخ، واقع در شهر برازجان از توابع بخش مرکزی شهرستان دشتستان یکی از آثارهای تاریخی و از نقاط دیدنی استان بوشهر در جنوب ایران است.
«کاخ کوروش دشتستان» تاریخی و بسیار مهم از دوران پر تمدن ایران، این کاخ در سال ۱۳۵۰ به وسیلهٔ هیئت باستان‌شناسی ایران حفاری شده است.
با توجه به شیوه‌های معماری و استفاده از سنگ سیاه و سفید زمان احداث آن را به دورهٔ کوروش بنیان‌گذار شاهنشاهی هخامنشی منسوب کرده‌اند. این کاخ که در جنوب شرقی برازجان و در کنار رودخانه خشک آردی قرار دارد یکی از پایگاه‌های مهم ایران دورهٔ هخامنشی در ساحل خلیج فارس بوده است. کاخ برازجان بر طبق تحقیقاتی که انجام شده در اواخر سلطنت کوروش ساخته و پرداخته شده است و از نظر حجاری و هنر معماری آن چنان‌که از پایه ستون‌ها و اشیاء کشف شده بر می‌آید جدیدتر و ظریف تر از پاسارگاد است؛ بنابراین می‌توان گفت که این بنا هنگامی ساخته شده که هنر اصیل حجاری و معماری عصر کوروش به تکامل رسیده است. متأسفانه به علت ناتمام ماندن بنا چنین به نظر می‌رسد که علل عقیم ماندن این کاخ مصادف با مرگ او به سال ۵۲۹ پیش از میلاد است؛ بنابراین می‌توان تاریخ بنای کاخ برازجان را در همین حدود یعنی ۵۲۹ پیش از میلاد دانست.